# Вюрцбурзька резиденція

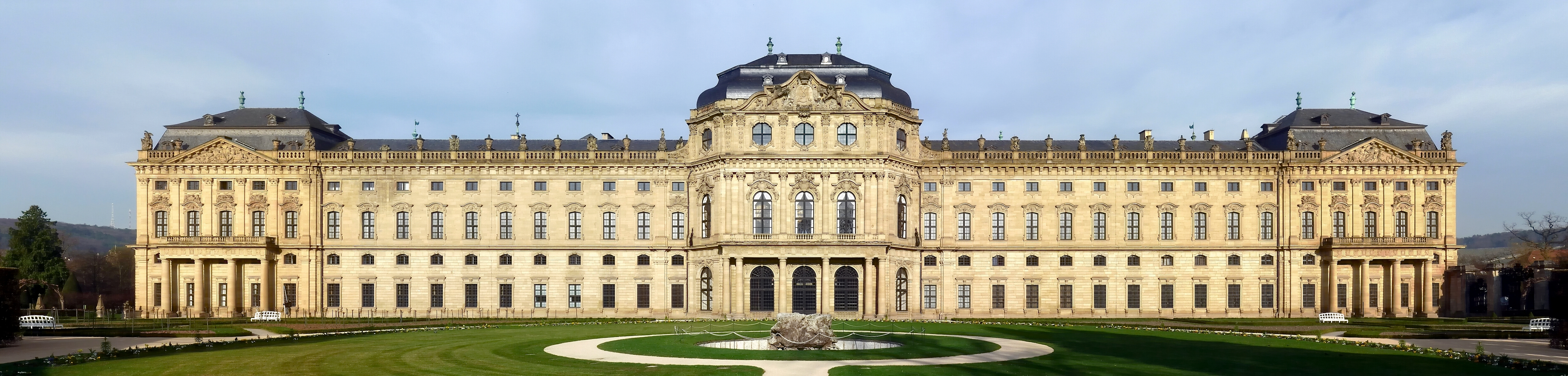
Фасад будівлі

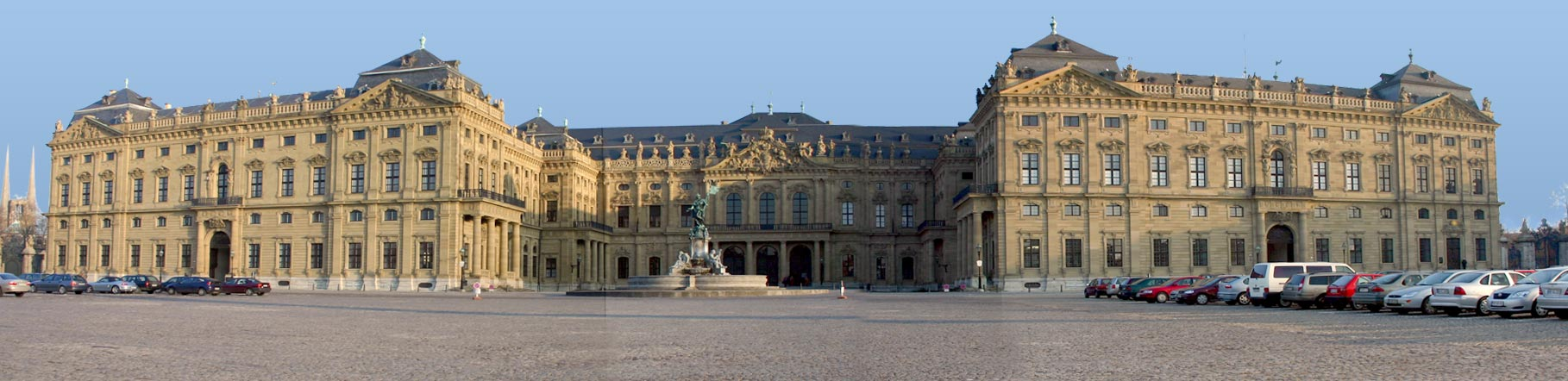
Вид з боку парадного двору

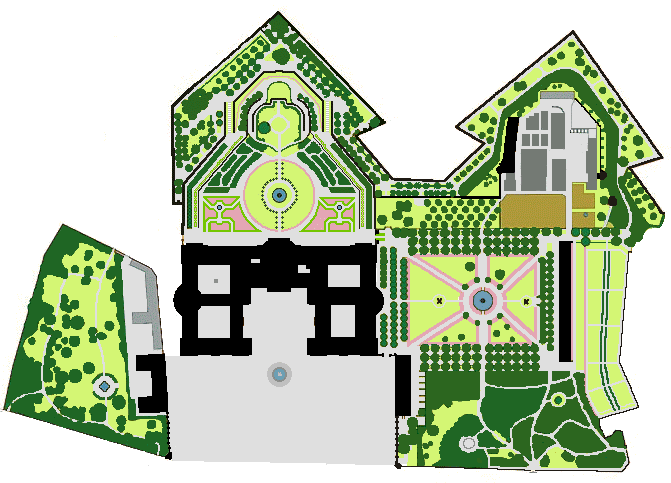
Вюрцбургська резиденція і Гофґартен

Вюрцбурзька резиденція (нім. Würzburger Residenz) — архітектурний комплекс у стилі бароко, розташований у межах центру міста Вюрцбурґ. Побудована Йоганом Бальтазаром Нейманом в період з 1719 по 1744 роки, внутрішнє художнє оформлення створювалося і далі, до початку 1780-х років.
До проведення секуляризації церковних територій тут знаходилася резиденція архієпископів-курфюрстів Вюрцбурґа. Палац належить до архітектурних шедеврів південнонімецького бароко і пізнього європейського бароко і тим самим стоїть в одному ряду з віденським палацом Шенбрунн і Версальським палацом. У 1981 р. ЮНЕСКО включила Вюрцбурзьку резиденцію до списку Світової спадщини.

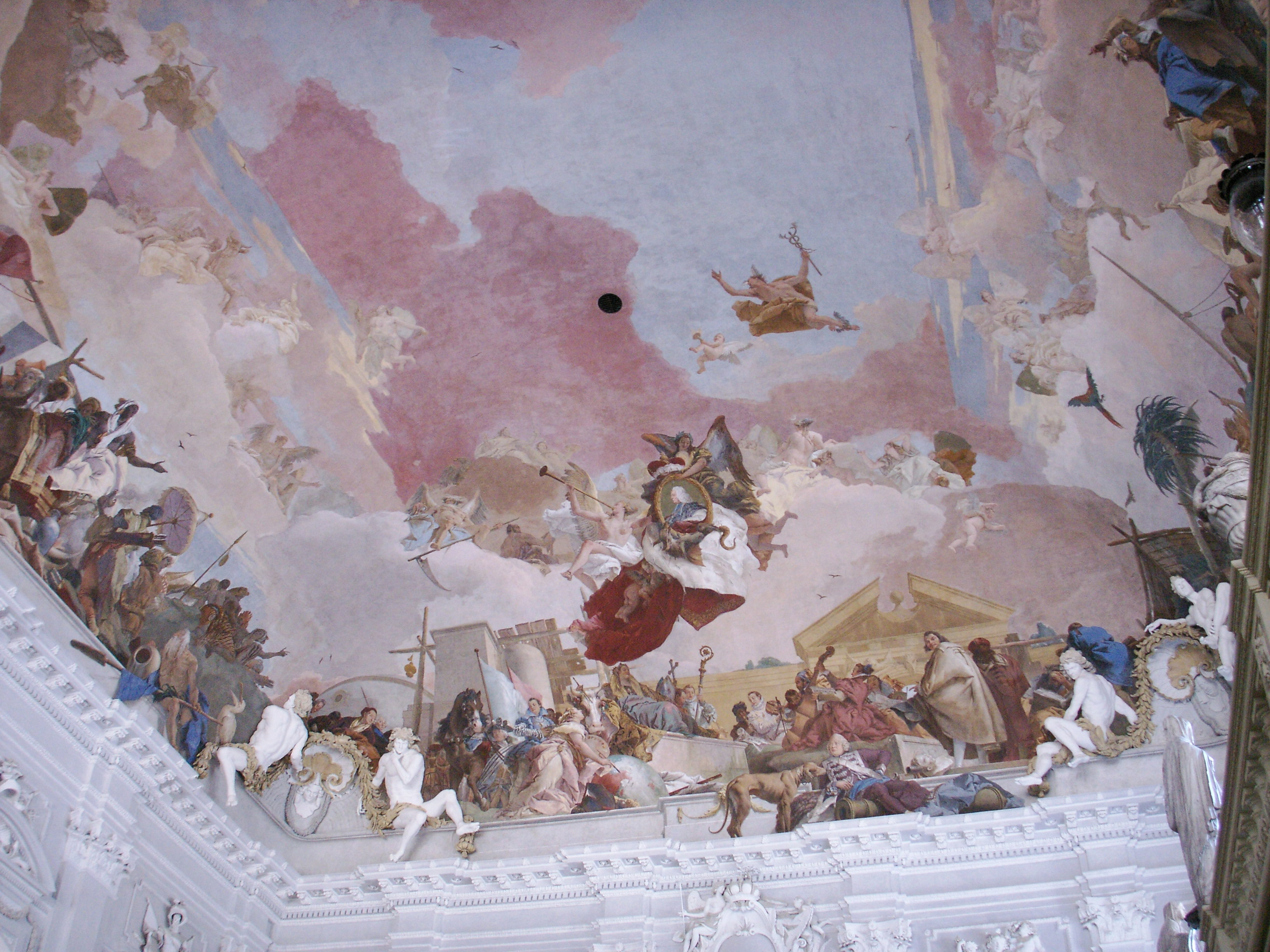
Стельовий живопис над сходами

Будівництво Вюрцбурзької резиденції було розпочато за архієпископа Йоганна Філіпа Франца фон Шенборна у 1719 р., який помер через чотири роки, так і не побачивши готового палацу. Палац спроєктував 33-річний Бальтазар Нейман, який закінчив зведення стін напередодні 1744 р. за часів правління брата первісного замовника, архієпископа-курфюрста Фрідріха Карла фон Шенборна.
В оформленні палацу фресками і стуко взяли участь Джованні Баттіста Тьєполо (сходи, прикрашені найбільшими стельовими фресками у світі, Зал Кайзера, придворна церква), Антоніо Джузеппе Боссі (Білий зал) і Йоганнес Цік (Садовий зал).
Декоративне оформлення інтер'єрів виконувалося в три етапи і почалося ще за Фрідріха Карла. За його наступника Карла Філіпа фон Ґрейфенклау були виконані окремі малярські роботи. Зі смертю замовника закінчилася епоха «Вюрцбурзького рококо». Пізніші інтер'єри, що з'явилися за Адама Фрідріха фон Зайнсгайма, виконувалися в скромнішому стилі Людовіка XVI.
У Вюрцбурзькій резиденції в 1806–1813 рр. тричі зупинявся Наполеон I, останні два рази зі своєю другою дружиною Марією-Луїзою Австрійської, дядько якої, колишній великий герцог Тосканський Фердинанд III, в цей час був великим герцогом Вюрцбурзьким. У цей період деякі приміщення палацу («тосканські кімнати») були оформлені в неокласичному стилі, на який вплинув і наполеонівський ампір.
У 1821 році в резиденції народився принц-регент Баварії Луїтпольд, який під час свого правління в 1886-1912 роках піклувався про прикрашання резиденції, зокрема, відкрив перед нею в 1894 році «Франконський фонтан».
Під час бомбардування Вюрцбурґа 16 березня 1945 Резиденції було завдано значної шкоди, ряд її залів повністю втрачено (при цьому центральна її частина, включаючи розпис Тьєполо та оформлення Білого й Імператорського залів, уціліла). Велику роль в консервації пошкодженого шедевра незабаром після заняття міста військами союзників зіграв американський мистецтвознавець Джон Скілтон. Масштабні роботи з реставрації розгорнулися в 1960–1970-і роки і завершилися лише восени 2006 р.; частина експозиції Резиденції присвячена історії відновлювальних робіт.